# Rebild Kulturskole
Rebild Kulturskole er Rebild Kommunes musikskole, billedeskole og dramaskole. Kulturskolen har administration på Kulturstationen i Skørping.